# Monogram Pictures
Monogram Pictures Corporation — американська кіностудія, яка спеціалізувалась на малобюджетних фільмах протягом 1931-1953 років. У 1950-х змінила назву на Allied Artists Pictures Corporation. Monogram Pictures займала місце серед менших студій в золоту добу Голлівуду. Не маючи фінансових ресурсів, щоб забезпечити пишні декорації та дорогих зірок, студія намагалась залучити авдиторію великою кількістю однотипних пригодницьких стрічок.

## Історія
Monogram Pictures була створена на початку 1930-х років через поєднання компаній Rayart Productions В. Рея Джонстона та Sono Art-World Wide Pictures Трема Карра. Обидві студії спеціалізувалися на малобюджетних фільмах, та продовжили роботу, як Monogram Pictures, де Карр відповідав за виробництво. Інший незалежний продюсер, Пол Малверн, випустив 16 вестернів з Джоном Вейном під дахом Monogram Pictures.
З перших днів студії її фундаметном був творчий дует батька та сина: сценариста й режисера Роберта Н. Бредбері та зірки вестернів Боба Стіла (Роберта А. Бредбері). Бредбері писав сцеанрії майже для всіх ранніх вестернів студії, а також режисував їх. Незважаючи на невеликі бюджети, Monogram Pictures пропонуали глядачам пригодницькі фільми, драми та містичні історії. У перші роки свого існування Monogram Pictures не могли дозволити собі винаймати зірок першого ешелону, і тому вони звертались до колишніх зірок німого кіно (Герберт Роулінсон, Вільям Коллієр-старший), або до молодих акторів (Воллес Форд, Вільям Кегні).

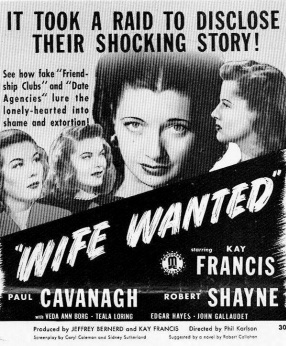
Постер до фільму "Шукається дружина" (1946) із зіркою Кей Френсіс.

## Серії фільмів
У 1938 році Monogram Pictures розпочала тривалу і прибуткову політику по створенню серій фільмів з впізнаваними акторами у головних ролях: Френкі Дарро, Мантан Морленд, Марсія Мей Джонс, Джекі Моран та інші.
Борис Карлофф зіграв містера Вонга у серії детективів про цього персонажа. Участь такої зірки у фільмах Monogram Pictures спонукала продюсера Сема Кацмана залучити Белу Лугоші для іншої серії трилерів від Monogram Pictures.
Студія продовжувала експериментувати з серіямі фільмів, серед яких були успішні й не дуже. Серед гітів слід пригадати серії про Чарлі Чана, Малого Циско та Джо Палуку. Менш вдалими були історії про Снаффі Сміта, пригоди Тіні та комедійний серіал Сема Кацмана з Біллі Гілбертом, Шемпом Говардом та Максі Розенблюм . Також відомими стали серії фільмів "Бомба, пригоди хлопчика з джунглів" з Джонні Шеффілдом, комедії "Генрі" з Реймондом Волберном та Волтером Кетлеттом, а також "Виховуючи батька".
Більшість серій фільмів від Monogram Pictures.були вестернами. Студія випустила цілі саги, де головні ролі виконували Білл Коді, Боб Стіл, Джон Вейн, Том Кін, Тім Маккой, Текс Ріттер та Джек Рендалл. Пізніше, студія почала об'єднувати "зірок вестернів" у "тріо" формат: Бак Джонс, Тім МакКой та Реймонд Гаттон стали Грубими всадниками; Ре Корріган, Джон Кінг та Макс Терг’юн стали Рейнджерами-мисливцями, а Кен Мейнард, Гут Гібсон та Боб Стіл стали Переслідувачами в куртках. Коли Universal Pictures розірвали контракт з Джонні Мак Брауном, Monogram Pictures уклали з ним угоду, в результаті чого той працював зі студією до 1952 року.

## Зірки Monogram Pictures
З робот у фільмах Monogram Pictures починались кар'єри відомих зірок: Престона Фостера ("Мисливці за сенсаціями"), Рендольфа Скотта ("Розбиті мрії"), Джинджер Роджерс («Тринадцятий гість»), Лайонела Етвілла ("Сфінкс"), Алана Ледда («Її перший роман») та Роберта Мітчема («Коли незнайомці одружуються»). У фільмах студії також грали актори, які вже майже "вийшли в тираж": Едмунд Лоу ("Клондайкова лють"), Джон Боулз ( «Дорога до щастя»), Рікардо Кортес ("Я вбив цього чоловіка"), Сімона Саймон («Джонні тут більше не живе»), Кей Френсіс та Брюс Кебот ("Розлучення").
У середині 1940-х років Monogram Pictures випустила сенсаційну кримінальну драму "Ділінджер", яка мала шалений успіх. Стрічка була номінований на премію Оскар у 1945 році за найкращий оригінальний сценарій. Monogram Pictures, намагаючьси повторити успіх, пізніше випустили ще кілька подібних стрічок, які експлуатували актуальні, на час їх виходу, теми. Тим не менш, це не зробило Monogram Pictures респектабельною студією-мейджором, як це колись сталось з Columbia Pictures.
Єдиною стрічкою Monogram Pictures, яка отримала премію Оскар, був фільм "Сходження на Маттергорн", який в 1947 році отримав Оскар за найкращий короткометражний фільм. Також на Оскар були номіновані такі фільми Monogram Pictures: «Король зомбі» за найкращу музику до драматичного фільму у 1941 році та "Плоска вершина" за найкращий монтаж у 1952 році.
Monogram Pictures зняли деякі із своїх останніх фільмів у Cinecolor - наприклад перший кольоровий науково-фантастичний фільм "Політ на Марс" (1952).

## Allied Artists Productions

### Створення Allied Artists Productions
Продюсер Уолтер Міріш почав працювати в Monogram Pictures після Другої світової війни в якості помічника керівника студії Стіва Бройді . Він переконав Бройді, що часи малобюджетних фільмів добігають кінця. Тому у 1946 році Monogram Pictures створили новий підрозділ Allied Artists Productions, який мав працювати над висикобюджетними стрічками. Нова назва втілювала філософію того, к творча спільнота об'єднується та працює над створенням високоякісних стрічок.
В той час, коли середня голлівудська картина коштувала близько 800 000 доларів (а типова стрічка від Monogram Pictures – близько 90 000 доларів), перший фільм Allied Artists Productions, комедія на різдвяну тематику « "Це сталося на П’ятій авеню" (1947), мала бюджет у 1 200 000 доларів. При цьому, стрічка зібрала в прокаті приблизно 1,8 мільйона доларів. ОІ хоча наступні фільмі Allied Artists Productions були більш бюджетними, вони знімалися в кольорі.
Прогноз Міріша про кінець епохи малобюджетних фільмів здійснився завдяки телебаченню, і у вересні 1952 року Monogram Pictures оголосили, що відтепер будуть випускати лише фільми під назвою Allied Artists Productions. Бренд Monogram Pictures перестали вкиористовувати у 1953 році, і тепер компанія стала відома як Allied Artists Pictures Corporation. 
Тим не менш, Allied Artists продовжили працювати над серіями фільмів від Monogram Pictures: екшн-фільми Стенлі Клементса (до 1953 року),  "Бомба, пригоди хлопчика з джунглів" (до 1955 року) та "Хлопці з ферми" (до 1958 року). Здебільшого компанія тепер рухалась в новому, амбітному напрямку під керівництвом Міріша.

### Allied Artists Television
Allied Artists обережно входили у телевізійну сферу. Студії зазвичай уникали розміщення власних імен на своїх телевізійних дочірніх компаніях, побоюючись негативної реакції з боку відвідувачів кінотеатрів. Allied Artists зробили так само, та охрестили своє телевізійне відділення як Interstate Television Corporation. Найуспішнішим продуктом студії став серіал"Маленькі негідники". Пізніше Interstate Television Corporation перейменували на Allied Artists Television.
У 1979 році телебібліотека Allied Artists була продана компанії Lorimar. Пізніше Lorimar була придбана Warner Bros. Television Studios, яке зараз є власником всієї бібліотеки.

### Основні проєкти Allied Artists
Якийсь час у середині 1950-х років сім’я Міріш мала великий вплив на Allied Artists: Волтер був виконавчим продюсером, його брат Гарольд був керівником відділу продажів, а брат Марвін – помічником казначея. Міріші поступово працювали над тим, щоб студія перейшла до сфери високобюджетного кіно. Були підписані контракти з Вільямом Вайлером, Джоном Г'юстоном, Біллі Вайлдером та Гері Купером. Тим не менш у 1956–1957 роках перші високобюджетні фільми студії, такі як « "Дружнє переконання" Вайлера (6 номінацій на премію Оскар, включаючи «Найкращий фільм») та «Кохання пополудні» Вайлдера, провалилися в прокаті, керівник студії Бройді вирішив повернутись до малобюджетних екшенів, трилерів та науково-фантастичним фільмів. Культова стрічка «Вторгнення викрадачів тіл» (1956) Дона Сігела повністю відповідала традиціям Monogram Pictures. Майже всі свої стрічки кінця 1950-х років Allied Artists випустили разом з United Artists.
Керівник студії Стів Бройді вийшов на пенсію у 1965 році. Allied Artists припинили виробництво фільмів у 1966 році та продовжили діяльність, як дистриб’ютор іноземних фільмів. Тим не менш, студія відновила діяльність у 1970-х, випустивши "Кабаре" (1972) та "Метелик" (1973). Обидві стрічки мали комерційний успіх, та також були тепло прийняті критиками. Менше з тим, через великі витрати на виробництво, ці стрічки не принесли великих прибутків студії. Allied Artists залучили фінансування для зйомок фільму "Людина, яка могла б стати королем", продавши права на прокат у Європі компанії Columbia Pictures. Решта фінансування надійшла від канадських інвесторів. У 1975 році Allied Artists зайнялись прокатом французької стрічки "Історія O", яка була звинувачена у непристойності.
У 1976 році Allied Artists спробувала диверсифікуватися, об’єднавшись із споживчими виробниками Kalvex і PSP, Inc. Нова компанія Allied Artists Industries, Inc. виробляла фармацевтику, мобільні будинки та спортивний одяг.

## Кінець компанії
Allied Artists продовжували свою діяльність до 1979 року, поки різка інфляція та високі виробничі витрати не призвели до банкрутства. Бібліотекою фільмів Monogram Pictures/Allied Artists від 17 серпня 1946 року володіє Warner Bros. Television Studios.
Бібліотека Monogram Pictures 1936–1946 років була продана у 1954 році компанії Associated Artists Productions, яка сама була продана United Artists у 1958 році. У United Artists 1981 році вона об’єдналася з Metro-Goldwyn-Mayer.
Бібліотека фільмів Monogram Pictures до 1936 року була включена до бібліотеки Republic Pictures, яка сьогодні є частиною Paramount Pictures, що належить Paramount Global.
Жан-Люк Годар присвятив Monogram Pictures свій культовий фільм "На останньому подиху" (1960).

## Знімальні майданчики

### Бульвар Сансет
Компанія Allied Artists мала свою знімальну студію за адресою 4401 W. Sunset Boulevard в Голлівуді, яка малу площу у 4,5 акрів. Студія була продана Церкві Саєнтології у квітні 2011 року 

### Ранчо Monogram Pictures
Monogram Pictures керувал своїм кіноранчо в каньйоні Пласеріта поблизу Ньюголла, Каліфорнія. Том Мікс використовував ранчо для зйомок своїх німих вестернів. Ерні Гіксон став власником у 1936 році та реконструював усі декорації. Рік по тому Monogram Pictures уклали з Гіксоном довгострокову оренду на ранчо, на умовах, які передбачали, що воно буде перейменовано в "Ранчо Monogram Pictures". Джин Отрі придбав ранчо у спадкоємців Гіксонів у 1953 році, перейменувавши його на честь свого фільму "Мелодія ранчок". Сьогодні воно відоме як "Melody Ranch Motion Picture Studio" та "Melody Ranch Studios".
Станом на 2012 рік ранчо мало 74 будівлі (включаючи офіси) та дві звукові сцени. Власниками у 2019 році були Рено та Андре Велюза.  Тут частково знімалися й нові фільми, наприклад "Одного разу в... Голлівуді". На ранчо є музей пам’ятних речей з кіно, який відкритий для відвідувачів.

## Вибрана фільмографія
- Бродвей в Шайєнн (1932)
- Тринадцятий гість (1932)
- Вершники долі (1933)
- Розбиті мрії (1933)
- Сфінкс (1933)
- Мисливці за сенсаціями (1933)
- Гарцюючий Ромео (1933)
- Ренді їде наодинці (1934)
- Межа беззаконня (1934)
- Захід розколу (1934)
- Райський каньйон (1935)
- Її перший роман (1940)
- Король зомбі (1941)
- Я вбив цього чоловіка (1941)
- Клондайкова лють (1942)
- Дорога до щастя (1942)
- Примарний вершник (1943)
- Незнайомець з Пекоса (1943)
- Євангеліє шести пістолетів (1943)
- Втеча злочинців (1943)
- Техаський малий (1943)
- Нальотчики з кордону (1944)
- Партнери за обставинами (1944)
- Законники (1944)
- Мінливий закон (1944)
- На захід від Ріо Гранде (1944)
- Країна розбійників (1944)
- Закон долини (1944)
- Примарні стволи (1944)
- Джонні тут більше не живе (1944)
- Коли незнайомці одружуються (1944)
- Стежка в Навахо (1945)
- Гарматний дим (1945)
- Незнайомець із Санта-Фе (1945)
- Втрачений слід (1945)
- Конфлікт на Фронтирі (1945)
- Розлучення (1945)
- Ділінджер (1945)
- Прикордонні бандити (1946)
- Шахта з привидами (1946)
- Сходження на Маттергорн (1947)
- Це сталося на П’ятій авеню  (1947)
- Плоска вершина (1952)
- Політ на Марс (1952)
- Дружнє переконання (1956)
- Кохання пополудні (1957)
- Кабаре (1972)
- Метелик (1973)
- Людина, яка могла б стати королем (1975)